# Ælfric (ealdorman du Hampshire)
Pour les articles homonymes, voir Ælfric.
Ælfric est un ealdorman anglais mort le 18 octobre 1016. Il gouverne le comté du Hampshire pour le compte du roi Æthelred le Malavisé, dont il est l'un des principaux conseillers.

## Biographie
Ælfric apparaît dans les sources vers le milieu des années 980, à une époque où le roi Æthelred le Malavisé, devenu majeur, commence à prendre en main les rênes du pouvoir et s'entoure de nouveaux conseillers. Ælfric le persuade d'offrir à son frère Eadwine la charge d'abbé d'Abingdon, au mépris de la coutume qui veut que ce soient les moines qui élisent leur supérieur. Il semble avoir lui-même spolié l'abbaye de Glastonbury si l'on en juge par une lettre que lui adresse le pape Jean XV entre 985 et 996.
En 991, Ælfric fait partie de ceux qui recommandent à Æthelred d'acheter le départ des Vikings qui ravagent les côtes anglaises. Cette stratégie n'est pas couronnée de succès, puisque dès l'année suivante, les Vikings reviennent piller le littoral. Le roi envoie une armée à leur rencontre, dirigée par deux évêques et deux ealdormen, dont Ælfric. Cette initiative échoue parce qu'Ælfric avertit les pillards. C'est probablement en guise de punition qu'Æthelred ordonne l'aveuglement d'Ælfgar, le fils d'Ælfric, en 993. La même année, le roi cite nommément Ælfric parmi les mauvais conseillers responsables des déboires subis par l'Angleterre au cours des précédentes années, avec l'évêque Wulfgar de Ramsbury,.
Ælfric se distingue à nouveau en 1003, lors d'un raid viking mené par Sven à la Barbe fourchue. Après avoir pillé Exeter, ce dernier s'enfonce dans les terres et se retrouve face au fyrd du Hampshire et du Wiltshire. La bataille n'a pas lieu, car Ælfric feint d'être malade d'après la Chronique anglo-saxonne, ce qui permet à Sven d'aller attaquer Wilton et de retourner à ses navires sans problème.
Ælfric fait partie des nombreux combattants anglais tués à la bataille d'Assandun, le 18 octobre 1016, durant laquelle Knut le Grand, fils de Sven, remporte une victoire décisive sur Edmond Côte-de-Fer, le fils d'Æthelred.